# Jacques Tortorel
Jacques Tortorel est un graveur sur bois et sur cuivre français du XVIe siècle.

## Biographie
On ne sait presque rien de la vie de Jacques Tortorel. Il apparaît à Genève dès septembre 1568, signe le contrat avec Nicolas Castellin pour les Quarante Tableaux et se marie le 25 juin 1570 dans la religion protestante avec Anne de La Haye, une servante d'origine flamande de Castellin.
Par la suite, on le retrouve à Lyon en 1572 et 1575. Selon Philip Benedict, il était certainement revenu à la religion catholique, car il était alors interdit de professer la foi protestante à Lyon.
On ne connaît pas de lui d'autre œuvre que sa participation aux Quarante Tableaux.